# جيانغ ونجيون
جيانغ ونجيون (بالصينية: 姜文骏) هو لاعب كرة قدم صيني في مركز ظهير ‏، ولد في 30 يناير 1990 في داليان في الصين. لعب مع هيبي شينا فورشن.

## وصلات خارجية
- جيانغ ونجيون على موقع قاعدة بيانات كرة القدم.إي يو (الإنجليزية)
- جيانغ ونجيون على موقع Soccerway.com (الإنجليزية)